# بيورن إنغلس
بيورن إنغلس (15 سبتمبر 1994 في بلجيكا - ) هو لاعب كرة قدم بلجيكي في مركز الدفاع. شارك مع منتخب بلجيكا لكرة القدم. أما مع النوادي، فقد لعب مع نادي كلوب بروج.

## وصلات خارجية
- بيورن إنغلس على موقع الاتحاد الأوربي (الإنجليزية)
- بيورن إنغلس على موقع الاتحاد البلجيكي (الإنجليزية)
- بيورن إنغلس على موقع قاعدة بيانات كرة القدم.إي يو (الإنجليزية)
- بيورن إنغلس على موقع ليكيب (الفرنسية)
- بيورن إنغلس على موقع Soccerbase.com (لاعب) (الإنجليزية)
- بيورن إنغلس على موقع Soccerway.com (الإنجليزية)
- بيورن إنغلس على موقع عالم كرة القدم.نت (الإنجليزية)
- بيورن إنغلس على موقع AS.com (الإسبانية)